# 雅各布·高恩

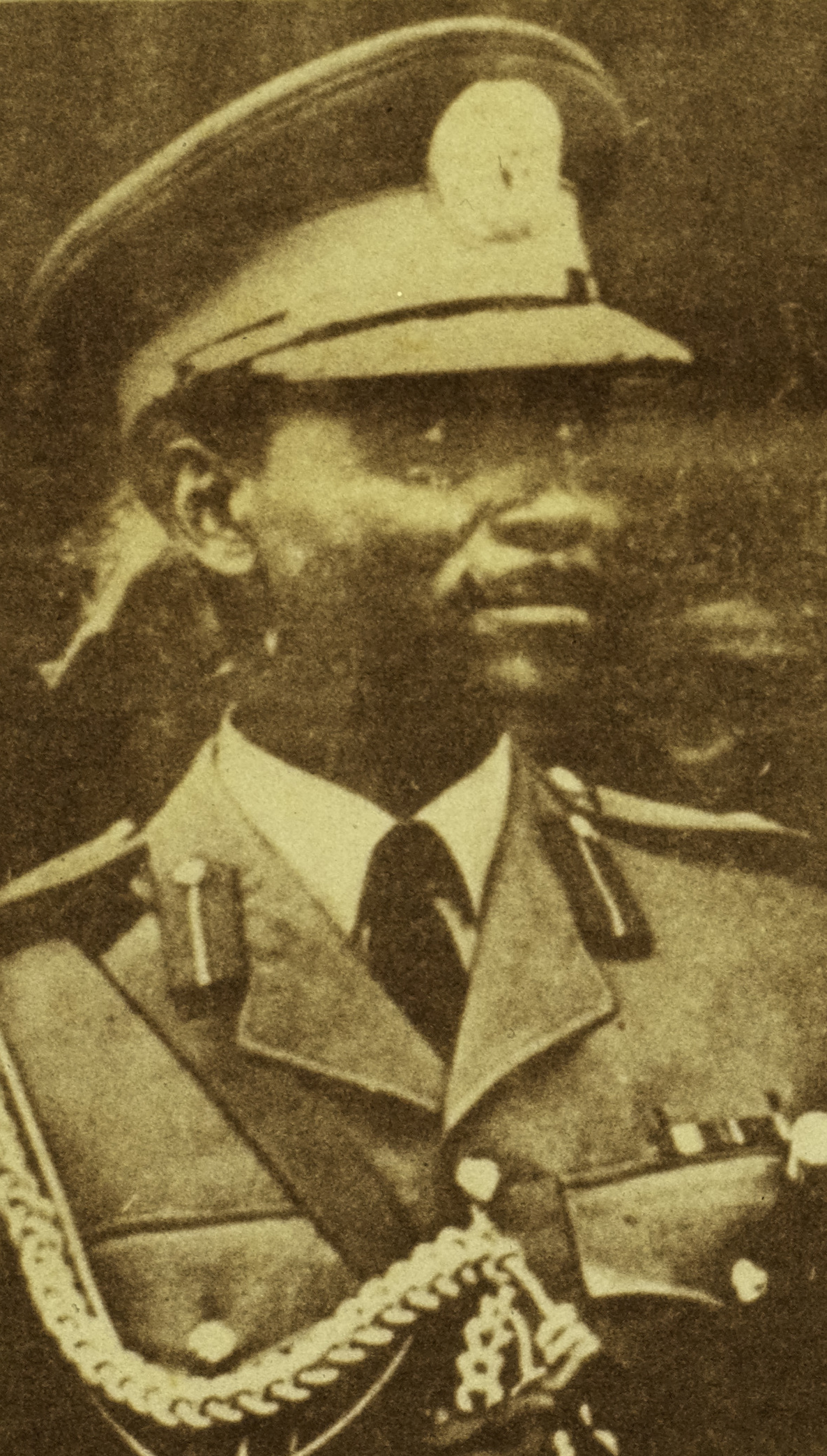
雅各布·高恩上將

雅各布·「傑克」·高恩 （英語：Yakubu 'Jack' Gowon，1934年10月19日—）在1966 -1975年担任尼日利亚軍政府的国家元首。
在1967-1970年奈及利亞內戰期間，他統治了該地區。他於1966年奈及利亞的反政變之後上台，於1975年政變後下野。

## 早年
高恩是11個孩子中的第五個。他的父母恩德·尤哈那（Nde Yohanna）和馬特·庫恩（Matwok Kurnyang）在高恩生命的早期，就去了扎里亞，撒迦利亞（Wusasa），擔任英國海外傳道會（CMS）傳教士。其父以與未來的伊麗莎白女王之母與喬治六世結婚的同一天結婚而自豪。他在扎里亞長大，在那裡度過了自己的早年。在校内，高文被證明是一位優秀的運動員：他是學校足球守門員，長跑撐竿跳運動員。他於第一年打破了學校記錄，也是拳擊隊長。
- 沃里克大学 (1983年)
- 桑德赫斯特皇家军事学院 (1955–1956年)
- 坎伯利參謀學院（英语：Staff College, Camberley）

## 軍事
高恩於1954年加入奈及利亞軍，並在他21歲生日的1955年10月19日任官為少尉。
他於1960-61年與1963年擔任聯合國維和部隊司令。他於1966年晉升為營長，當時他仍是中校。

## 1966–1975年
1966年，高恩成為元首，奈及利亞內戰期間，他造成300萬人死亡，任内阻止了比亚法拉分离。在那之前，高恩一直是職業軍人，不參與政治活動。